# Ministerpräsident (Slowenien)
Der slowenische Ministerpräsident (slowenisch Predsednik Vlade Republike Slovenije; wörtlich: Präsident der Regierung) steht der Regierung der Republik Slowenien vor. Seit den ersten freien Wahlen 1990 bzw. der Unabhängigkeit Sloweniens von Jugoslawien im Jahr 1991 gab es zehn Regierungschefs (siehe Liste). Der Ministerpräsident wird von der Staatsversammlung (Državni zbor) auf Vorschlag des Staatspräsidenten ernannt und muss ihr fortdauerndes Vertrauen genießen.

## Liste der slowenischen Ministerpräsidenten
| Ministerpräsidenten der Republik Slowenien | Ministerpräsidenten der Republik Slowenien | Ministerpräsidenten der Republik Slowenien | Ministerpräsidenten der Republik Slowenien | Ministerpräsidenten der Republik Slowenien | Ministerpräsidenten der Republik Slowenien | Ministerpräsidenten der Republik Slowenien | Ministerpräsidenten der Republik Slowenien                     |
| #                                          | Bild                                       | Name                                       | Lebensdaten                                | Amtsantritt                                | Amtsaustritt                               | Partei                                     | Kabinette                                                      |
| ------------------------------------------ | ------------------------------------------ | ------------------------------------------ | ------------------------------------------ | ------------------------------------------ | ------------------------------------------ | ------------------------------------------ | -------------------------------------------------------------- |
| 1                                          | Lojze Peterle                              | Lojze Peterle 1)                           | * 1948                                     | 16. Mai 1990                               | 14. Mai 1992                               | SKD                                        | Kabinett Peterle                                               |
| 2                                          | Janez Drnovšek                             | Janez Drnovšek                             | 1950–2008                                  | 14. Mai 1992                               | 7. Juni 2000                               | LDS                                        | Kabinett Drnovšek I Kabinett Drnovšek II Kabinett Drnovšek III |
| 3                                          | Andrej Bajuk                               | Andrej Bajuk                               | 1943–2011                                  | 7. Juni 2000                               | 4. August 2000                             | SLS                                        | Kabinett Bajuk                                                 |
| 3                                          | Andrej Bajuk                               | Andrej Bajuk                               | 1943–2011                                  | 4. August 2000                             | 30. November 2000                          | NSi                                        | Kabinett Bajuk                                                 |
| (2)                                        | Janez Drnovšek                             | Janez Drnovšek                             | 1950–2008                                  | 30. November 2000                          | 19. Dezember 2002                          | LDS                                        | Kabinett Drnovšek IV                                           |
| 4                                          | Anton Rop                                  | Anton Rop                                  | * 1960                                     | 19. Dezember 2002                          | 3. Dezember 2004                           | LDS                                        | Kabinett Rop                                                   |
| 5                                          | Janez Janša                                | Janez Janša                                | * 1958                                     | 3. Dezember 2004                           | 21. November 2008                          | SDS                                        | Kabinett Janša I                                               |
| 6                                          | Borut Pahor                                | Borut Pahor                                | * 1963                                     | 21. November 2008                          | 10. Februar 2012                           | SD                                         | Kabinett Pahor                                                 |
| (5)                                        | Janez Janša                                | Janez Janša                                | * 1958                                     | 10. Februar 2012                           | 20. März 2013                              | SDS                                        | Kabinett Janša II                                              |
| 7                                          | Alenka Bratušek                            | Alenka Bratušek                            | * 1970                                     | 20. März 2013                              | 31. Mai 2014                               | PS                                         | Kabinett Bratušek                                              |
| 7                                          | Alenka Bratušek                            | Alenka Bratušek                            | * 1970                                     | 31. Mai 2014                               | 18. September 2014                         | ZaAB                                       | Kabinett Bratušek                                              |
| 8                                          | Miro Cerar                                 | Miro Cerar                                 | * 1963                                     | 18. September 2014                         | 14. März 2018 2)                           | SMC                                        | Kabinett Cerar                                                 |
| 9                                          | Marjan Šarec                               | Marjan Šarec                               | * 1977                                     | 17. August 2018                            | 13. März 2020                              | LMŠ                                        | Kabinett Šarec                                                 |
| (5)                                        | Janez Janša                                | Janez Janša                                | * 1958                                     | 13. März 2020                              | 25. Mai 2022                               | SDS                                        | Kabinett Janša III                                             |
| 10                                         | Robert Golob                               | Robert Golob                               | * 1967                                     | 25. Mai 2022                               | amtierend                                  | Gibanje Svoboda                            | Kabinett Golob                                                 |

1) Lojze Peterle wurde bereits 1990 zum Ministerpräsidenten der jugoslawischen Teilrepublik Slowenien gewählt. Nach der Unabhängigkeitserklärung verblieb er bis zu den ersten Wahlen der neuen Republik Slowenien im Amt.